# Baie de Tracadie

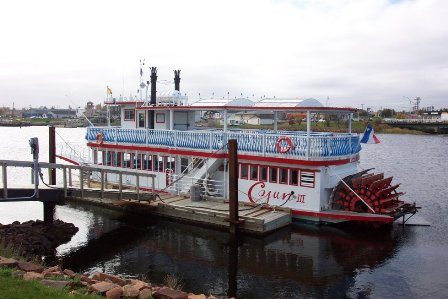
Le Cajun.

La baie de Tracadie est une baie située au nord-est du Nouveau-Brunswick, au Canada.

## Géographie
La baie est située dans la péninsule acadienne, à l'est du comté de Gloucester. Elle est bordée à l'est par le golfe du Saint-Laurent, dont elle est séparée par la dune de Tracadie. Elle est reliée au golfe par le goulet de Tracadie au sud et le vieux goulet de Tracadie au nord. Le principal cours d'eau se jetant dans la baie est la rivière du Petit-Tracadie. Un canal relie la baie à la Grande Rivière Tracadie, au sud.
La baie est bordée par les communautés suivantes : Six Roads au nord, Pont-Landry au nord-ouest, Tracadie-Sheila à l'ouest et Pointe-à-Bouleau au sud. Une partie de la dune est comprise dans le territoire de la paroisse de Saumarez.

## Activités
Tracadie-Sheila possède un petit port. Le bateau à aubes Cajun fait des excursions dans la baie.